# Darknet
Ne doit pas être confondu avec dark web, web profond ou web opaque.

Le masque Anonymous ou Guy Fawkes est l’un des symboles du Dark Web.

Dans le langage courant, un darknet est un réseau superposé (ou réseau overlay) qui utilise des protocoles spécifiques intégrant des fonctions d'anonymat. Certains darknets se limitent à l'échange de fichiers, d'autres permettent la construction d'un écosystème anonyme complet (web, blog, mail, irc) comme Freenet. Au niveau technique, un darknet est un réseau n'ayant aucune machine réelle.
Les darknets sont distincts des autres réseaux pair à pair distribués car le partage y est anonyme (c'est-à-dire que les adresses IP ne sont pas dévoilées publiquement) et que les utilisateurs peuvent donc communiquer sans grande crainte d'immixtion de la part de gouvernements ou d'entreprises. Pour ces raisons, les darknets sont souvent associés à la communication de type dissidence politique et aux activités illégales (ex. : la cybercriminalité). Plus généralement, le « Darknet » peut être utilisé pour décrire tout type de sites non commerciaux sur Internet, ou pour désigner toutes les technologies et communications web « underground », plus communément associées aux activités illégales ou dissidentes.
Si le terme darknet ne doit pas être confondu avec « deepweb », lequel signifie web profond, il ne doit pas non plus être confondu avec le néologisme « darkweb »,.

## Histoire

### Genèse du réseau
Inventés à l'origine durant les années 1970 pour désigner les réseaux qui étaient isolés d'ARPANET (lequel a évolué en Internet) pour des raisons de sécurité, les darknets étaient capables de recevoir des données de la part d'ARPANET mais avaient des adresses qui n'apparaissaient pas dans les listes de réseaux et ne répondaient pas aux ping et autres requêtes. Le terme obtint le droit de cité à la suite de la publication de l'article écrit en 2002 par Peter Biddle (en), Paul England, Marcus Peinado et Bryan Willman, quatre employés de Microsoft : The Darknet and the Future of Content Distribution,. L'article indique que la présence de darknets était l'obstacle principal au développement des technologies DRM (Gestion des droits numériques). Le terme est depuis réutilisé dans les médias, par exemple The Economist, Le Monde, Wired magazine et Rolling Stone ; c'est aussi le titre d'un ouvrage de J. D. Lasica (en) (paru en 2005).
À partir des années 2010, le terme « Darknet » commence à sortir des milieux informatiques pour être davantage connu du grand public, car le sujet est abordé dans des médias de culture de masse. En 2011, une quarantaine de sites web (hébergeant des contenus pédophiles) cachés dans Tor (réseau) sont démantelés par Anonymous,[source insuffisante]. Détails : Chronologie des événements impliquant Anonymous.
En août 2013, des hackers du FBI démantèlent un forum pédopornographique après avoir infiltré le réseau TOR, médiatisant les darknets dans le monde entier, au risque de faire croire au grand public que les darknets sont principalement utilisés par des dissidents politiques,. En septembre 2013 en France, le magazine de télévision Télérama publie un dossier de vulgarisation, intitulé « Darknet : immersion en réseaux troubles ». En novembre 2013, c'est l'émission de télévision Envoyé spécial qui consacre un sujet aux darknets,, parlant à tort de « Le darknet » (TOR) alors qu'il en existe plusieurs. France Culture y consacre 49 minutes dans l'émission Place de la toile.
Toujours en 2013, des militants comme Jérémie Zimmermann, porte-parole de l'association La Quadrature du Net, s'opposent à l'usage qui est fait du terme Darknet dans les médias. Selon lui, la médiatisation du terme Darknet (inspirant la peur d'une partie des communications privées anonymes se réalisant à travers Internet) serait favorisée par des entreprises telles que Google et Facebook, qui font commerce des données personnelles de leurs utilisateurs (ex. : par ciblage comportemental) et ont par conséquent intérêt à s'opposer à la dissimulation des données échangées entre utilisateurs. D'autre part, cette médiatisation sensationnaliste légitimerait la surveillance globale de masse des internautes. En novembre 2013, Jérémie Zimmermann, dans l'émission Place de la toile (diffusée sur la radio France Culture), expose son opinion.

### Utilisateurs du réseau
Le Darknet est surtout connu pour ses applications illégales. On y trouve en effet les célèbres supermarchés de la drogue comme le défunt Silk road, des vendeurs d'armes ou encore des offres de services de tueurs à gages ou de pirates informatiques. Son utilisation supposée par certains groupes terroristes en a fait un bouc émissaire des services de renseignements. Ces usages restent toutefois minoritaires au sein du darknet. 
Les principaux promoteurs du Darknet sont les grandes organisations de journalistes comme Reporters sans frontières qui propose un « kit de survie numérique » pour protéger aussi bien les reporters de guerre que les journalistes d'investigation. 
Le Darknet est aussi utilisé par les lanceurs d'alerte, les dissidents, ceux qui veulent se protéger de la surveillance de masse, mais également par ceux qui ont des comportements jugés « déviants » dans certains pays comme les communautés homosexuelles.

## Applications CQR
L'informaticien Stéphane Bortzmeyer insiste sur le fait que le terme darknet est mal compris des médias et du grand public : le terme ne désigne pas un réseau différent d'Internet, mais bien un réseau superposé à Internet : « En poussant un peu plus loin, on peut concevoir des « réseaux au-dessus du réseau » successifs, qui masquent encore mieux les adresses IP des parties. C’est ce que les médias à sensation appellent darknet mais ce n’est, contrairement à ce que le nom pourrait faire croire, un réseau particulier. C’est juste un service de plus tournant sur l’Internet. ». A ce titre, les applications possibles utilisées par et sur les darknets ne sont pas fondamentalement différentes de celles qui fonctionnent plus classiquement sur le reste d'Internet. La principale différence tient au plus grand anonymat des utilisateurs utilisant ces applications et réseaux.

### Partage de fichiers en pair à pair
Quand elle est utilisée pour décrire un réseau de partage de fichiers en pair à pair, l'expression « réseau darknet » est synonyme de « réseau d'ami à ami » : les deux décrivent des réseaux où les ordinateurs des utilisateurs partagent des fichiers uniquement avec les amis de confiance, cependant pour éviter les confusions, c'est l'expression « P2P privé » qui devrait être employée.
- Apple iTunes : les premières versions de ce logiciel autorisaient les utilisateurs à s'assigner une adresse IP d'un réseau distant et à partager ainsi leur musique avec les autres utilisateurs du réseau. Les versions plus récentes désactivent cette fonctionnalité, mais autorisent encore les utilisateurs à diffuser en flux la musique dans leur propre réseau. Des logiciels comme ourTunes (en) permettent aux utilisateurs du même réseau iTunes de télécharger la musique d'un autre utilisateur sans perte de qualité.

- Le logiciel Syndie permet d'utiliser et de mettre en service des forums et blogs anonymes et non censurables, diffusés sur de multiples réseaux d'anonymisation (I2P, Tor, Freenet…).

### Exemples de logicielsdarknets
Il existe des dizaines de darknets différents. Certains, comme Tor, rassemblent de très vastes communautés, tandis que d'autres sont beaucoup plus confidentiels. Les principaux darknets sont :
- Tor[22] est une forme de mixnet développée au début des années 2000 par l'armée américaine. Le réseau rassemble plus de 2 millions d'utilisateurs chaque jour[23]. Tor permet de surfer anonymement sur le web ouvert et intègre un darkweb très actif. C'est là que se trouvent notamment les principaux marchés noirs, mais on y trouve aussi des sites d'expression politique, des ressources techniques, etc.

- Freenet[24] propose un écosystème anonyme complet (mails, blogs, messagerie, IRC, web) et intègre un mode F2F (ami à ami). Dès l'origine, Freenet a été orienté vers la politique et on y trouve de nombreuses ressources associées.

- I2P se comporte comme un proxy. Il intègre un darkweb (les DeepSites) et permet l'échange de fichiers, l'édition de blogs et une messagerie anonyme. Il permet également de surfer anonymement sur le web ouvert.

- GNUnet est le système d'anonymisation proposé par le projet GNU. Il est essentiellement utilisé pour le partage de fichiers.

- Zeronet propose de créer un web ouvert et anonyme à partir d'une technologie inspirée des Bitcoins.

- RetroShare fonctionne d'origine en mode ami à ami, toutefois il est capable de fonctionner en mode dit Darknet « définition populaire » (c'est-à-dire entre anonymes, à savoir les amis des amis) si l'on y désactive la DHT et le « Mode découverte ».

- SafetyGate Invisible est une solution professionnelle commerciale.

## Limites du système
L'utilisation d'un réseau de type darknet à des fins illégales (telles que par exemple le cybercrime, l'atteinte au droit d’auteur, etc.) n'apporte pas la garantie totale de rester impunissable. De multiples causes sont susceptibles d'interrompre la confidentialité des transmissions de données dans un darknet, comme une « attaque de l'homme du milieu », des bugs informatiques, une erreur d'utilisation d'un logiciel causée par l'utilisateur, une erreur de paramètre dans un logiciel ou matériel causée par l'utilisateur, un exploit, l'ingénierie sociale, ou la vulnérabilité.

## Dans la culture
- (2005) Le jeu vidéo Tom Clancy's Splinter Cell: Chaos Theory fait mention d'un concept de réseau darknet sans fil (ex. : topologie mesh) qui utilise des fréquences non standard afin de rendre plus difficile l'interception de tout signal.
- (2013) Dans l'épisode 13 de la saison 3 de la série Person of Interest, Owen Matthews a créé une plate-forme sur un darknet, pour mettre en relation les dealers et les consommateurs de drogues illégales.
- (2013) Dans l'épisode 2 de la saison 2 de la série House of Cards, un journaliste utilise darknet pour tenter de pirater le téléphone du vice-président des États-Unis.
- (2013) Dans NCIS : Enquêtes spéciales saison 11 épisode 20, il est question d'un site du darknet qui vend des milliards de dollars de matériel illégal.
- (2014) L'épisode 7 de la saison 3 d'Elementary fait également mention de « dark internet », bien que l'explication de Joan Watson fasse référence au web profond, et que celle de Sherlock Holmes mélange allègrement réseaux d'anonymisation et darknet.
- (2014) Dans l'épisode 12 de la saison 4 de la série Scandal, Olivia Pope est mise aux enchères sur un darknet.
- (2014) Dans Almost Human saison 1 épisode 7, un tueur diffuse ses meurtres sur le darknet pour obtenir de la gloire.
- (2014) Une exposition d'art intitulée The Darknet ‒ From Memes to Onionland est montrée à la Kunst Halle St. Gallen, avec entre autres le projet Random Darknet Shopper créé par le collectif !Mediengruppe Bitnik[25].
- (2015) Dans Pandemia de Franck Thilliez, un réseau de criminel utilise un darknet pour mettre en œuvre leurs crimes.
- (2015) Mentalist parlera aussi du "darknet " dans la saison final où Lazard découvre comment ancrer l'esprit de son père.
- (2015) The Blacklist, saison 3 épisode 5, la tête du personnage principal Elisabeth Keen est mise à prix sur le Darknet par une jeune fille, qui pense que sa mère a été tué par Elisabeth.
- (2015) Quantico (série télévisée), saison 1, épisode 5, Alexandra fait appel à des hackers sur le Darknet pour l'aider à faire entendre sa version des faits[26].
- (2016) Dark Net (TV series) (en)
- (2017) Le roman Tu n'auras pas peur[27] de Michel Moatti met en scène un criminel qui utilise le Darknet pour diffuser des crimes et reconstitutions macabres.
- (2018) : Nox (série TV) de Mabrouk el Mechri
- (2018) : La Tigresse du Darknet (film) de Julien Pelletier[28].
- (2018) : Unfriended: Dark Web (film) de Stephen Susco
- (2022) : Dark Web: Cicada 3301 (film) de Alan Ritchson
- (2023) Dans La Faille de Franck Thilliez, un réseau de criminels utilise un darknet pour mener des expériences de mort imminente (EMI).